# Alejandro Amenábar

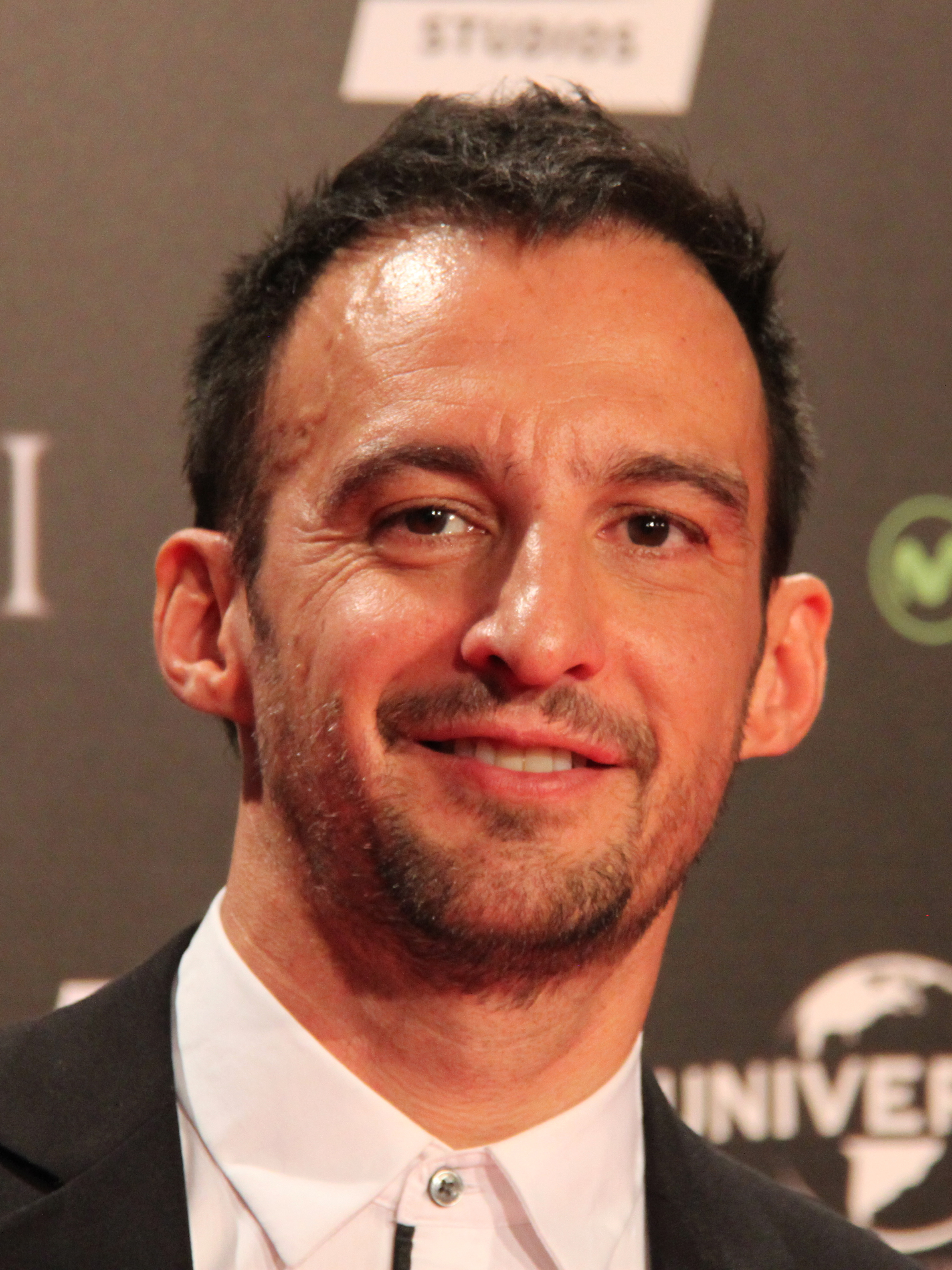
Alejandro Amenábar (2015)

Alejandro Fernando Amenábar Cantos (* 31. März 1972 in Santiago de Chile) ist ein chilenisch-spanischer Filmregisseur, Drehbuchautor und Komponist.

## Leben
Amenábar wurde als Sohn eines Chilenen und einer Spanierin in Chile geboren. Die Familie emigrierte im August 1973, wenige Wochen vor Augusto Pinochets Militärputsch, nach Madrid, wo Amenábar aufwuchs. Er begann ein Studium der Informationswissenschaften an der Madrider Universität Complutense Madrid, wandte sich aber bald zur Gänze der Filmkunst zu. Seit 2004 lebt Amenábar offen homosexuell. Amenábar wurde für mehrere Kurzfilme mit Filmpreisen ausgezeichnet, beispielsweise mit dem AICA-Kurzfilmpreis für sein Erstlingswerk La cabeza. Sein erster Spielfilm Tesis – Der Snuff-Film, für den er gemeinsam mit Mateo Gil auch das Drehbuch verfasste, wurde 1997 mit sieben Goyas bedacht.
Der amerikanische Schauspieler Tom Cruise kaufte die Rechte an Amenábars zweiten Film, Virtual Nightmare – Open Your Eyes, um vier Jahre später die Neuverfilmung Vanilla Sky zu produzieren. Amenábar hatte sich zuerst gegen den Verkauf der Rechte entschieden, willigte jedoch schließlich doch ein. Als „Gegenleistung“ ermöglichte Tom Cruise ihm, den englischsprachigen Film The Others zu drehen, und bot ihm die Mitwirkung seiner damaligen Frau Nicole Kidman für die Hauptrolle an.
Für das 2004 veröffentlichte Drama Das Meer in mir mit Javier Bardem in der Hauptrolle, das sich mit der Sterbehilfe beschäftigt, gewann er unter anderem den Europäischen Filmpreis für die Beste Regie sowie den Oscar als Bester fremdsprachiger Film und den Golden Globe.

## Filmografie

### Regie
- 1991: La cabeza
- 1992: Himenóptero
- 1995: Luna
- 1996: Tesis – Der Snuff-Film (Tesis)
- 1997: Virtual Nightmare – Open Your Eyes (Abre los ojos)
- 2001: The Others (Los Otros)
- 2004: Das Meer in mir (Mar adentro)
- 2009: Agora – Die Säulen des Himmels (Agora)
- 2015: Regression
- 2019: While at War (Mientras dure la guerra)

### Musik
- 1999: Bruderschaft des Todes (Nadie conoce a nadie) – Regie: Mateo Gil
- 1999: La lengua de las mariposas – Regie: José Luis Cuerda
- 2001: The Others
- 2004: Das Meer in mir (Mar adentro) – Soundtrack